# خفاشيات
الخُفَّاش أو الخُفْدُود أو الخنفوش أو الوَطْوَاطُ هو اسم شائع لحيوانات رتبة الخُفَّاشيّات  (الاسم العلمي: Chiroptera)، وهي الحيوانات الثديية الوحيدة التي تستطيع الطيران. والخفافيش نجد تحورًا بين أطراف أصابعها إلى غشاء يساعدها على الطيران تطير بها. وكانت تنتقل بالسماء المظلمة في العصر الإيوسيني منذ 50 مليون سنة. وأثناء هذه الفترة تغيرت ملامح هذا الحيوان قليلًا، وهذا ما بينته الحفائر التي عثر عليها في أوروبا وشمال أمريكا، ويوجد حوالي ألف نوع من الخفافيش وهي تعادل ربع عدد أنواع الثدييات.

## التصنيف
تنقسم الخفافيش لمجموعتين كبيرتين هما:
- الخفافيش الكبيرة (Megachiroptera): وتعرف بآكلة الفواكه (أو الخفافيش الثّمريَّة) وتوجد في المناطق الاستوائية بأفريقيا وأستراليا والهند. وتتميّز الخفافيش الكبار بشكل حِتار الأذُن، وبحجم العُيون. والخفافيش كُلّها لديها مقدرة على الإبصار، لكن للثّمريَّة منها عُيون كبيرة تستخدمُها في الاهتداء إلى الطّعام، وهي تقتاتُ الثِّمار ليلاً، وتأكلُ الزّهر أو تمتصّ رحيقه.
- الخفافيش الصغيرة (Microchiroptera): وتُسمّى أيضاً: الخفافيش الحَشَريَّة، لأنّها تقتاتُ بشكلٍ أساسيّ على الحشرات، ولكنّها في الحقيقة تستطيعُ أكل مختلف أنواع الطعام ابتداء من الثدييات الصغيرة حتى الأسماك. وهي أكثر انتشارا.

وبصفة عامة كل الخفافيش تنشط ليلا أو مع بزوغ الفجر أو ظهور الغسق، وكثير من الخفافيش الليلية تعتمد علي جهاز سونار للطيران والعثور علي الفريسة. وكثير من الخفافيش التي تطير بالغسق والغروب لديها بصر يمكنها من الإبصار في المستويات الدنيا من الضوء. لكن الخفافيش التي تعيش بالجزر المنعزلة والتي تقل بها الفرائس تطير بالنهار.
عضة الخفاش قد تسبب مرض الكلب (السعار). ولقد عرف مؤخرا أن الخفافيش لها فوائد. من بينها أنها عدو طبيعي للحشرات التي تطير ليلا. وتقوم بتلقيح حوالي 500 نوع من النباتات كالموز والبلح والمانجوو والتين والكاشيو. وتفرز أيضا سمادا غنيا بالنتروجين يطلق عليه جوانو guano.
تتواجد الخفافيش في كل أنحاء العالم من المناطق الباردة إلى المناطق الحارة حتى بالغابات الاستوائية المطيرة. ولأنها تستطيع الطيران لمسافات طويلة نجدها وصلت الجزر المنعزلة وغير المأهولة بالمحيطين الهندي والهادي. ومعظم أنواعها آكلة للحشرات. وتفضل الأماكن التي بها الطعام الوفير والملاذ الآمن. لهذا تفضل المناطق الحارة لوفرة الحشرات بها طوال العام، والخفافيش التي تعيش علي الفواكة الطازجة تمتص عصيرها ليلا.
الخفاش القزم الذي يعيش بالمنطقة الاستوائية بأفريقيا والذي يزن 170 جرام لابد أن يأكل 500 جرام من الفاكهة الطازجة كل ليلة أي حوالي ثلاثة أضعاف وزنه. وأثناء النهار الخفافيش تنام نهاراً بالكهوف وتجاويف الأشجار والمباني وفروع الأشجار وغصونها.
والخفافيش تنام وتستريح معلقة أرجلها الخلفية ورأسها لأسفل، وبهذا الوضع المقلوب لا تستهلك طاقة. لأن وزن جسم الخفاش يعلقه ويجعله مثبتاً في مكانه. ومعظم أنواع الخفافيش تعيش في مستعمرات تضم الآلاف لتتجمع أسفلها نفاياتها وسماد الجوانو guano. وفي العديد من البلدان يجمع هذا السماد ليخصب المحاصيل وكان يستخلص منه المواد المتفجرة لوجود المواد النيتروجنية فيه. فالخفافيش تتجمع في كل البيئات المختلفة وتتواءم معها وتمارس البيات الشتوي.
|  | آكل النمل الحرشفي (البنغولينات)                |
|  |                                                |
|  | لواحم (القطط والضباع والكلاب والدببة والفقمات) |
|  |                                                |

|  | مفردات الأصابع (الخيول والتابير ووحيد القرن)                      |
|  |                                                                   |
|  | مزدوجات الأصابع (الجمال والخنازير والمشيميات وفرس النهر والحيتان) |
|  |                                                                   |

|  | آكل النمل الحرشفي (البنغولينات)                |
|  |                                                |
|  | لواحم (القطط والضباع والكلاب والدببة والفقمات) |
|  |                                                |

|  | مفردات الأصابع (الخيول والتابير ووحيد القرن)                      |
|  |                                                                   |
|  | مزدوجات الأصابع (الجمال والخنازير والمشيميات وفرس النهر والحيتان) |
|  |                                                                   |

|  | آكل النمل الحرشفي (البنغولينات)                |
|  |                                                |
|  | لواحم (القطط والضباع والكلاب والدببة والفقمات) |
|  |                                                |

|  | مفردات الأصابع (الخيول والتابير ووحيد القرن)                      |
|  |                                                                   |
|  | مزدوجات الأصابع (الجمال والخنازير والمشيميات وفرس النهر والحيتان) |
|  |                                                                   |

|  | آكل النمل الحرشفي (البنغولينات)                |
|  |                                                |
|  | لواحم (القطط والضباع والكلاب والدببة والفقمات) |
|  |                                                |

|  | مفردات الأصابع (الخيول والتابير ووحيد القرن)                      |
|  |                                                                   |
|  | مزدوجات الأصابع (الجمال والخنازير والمشيميات وفرس النهر والحيتان) |
|  |                                                                   |

|  | آكل النمل الحرشفي (البنغولينات)                |
|  |                                                |
|  | لواحم (القطط والضباع والكلاب والدببة والفقمات) |
|  |                                                |

|  | مفردات الأصابع (الخيول والتابير ووحيد القرن)                      |
|  |                                                                   |
|  | مزدوجات الأصابع (الجمال والخنازير والمشيميات وفرس النهر والحيتان) |
|  |                                                                   |

|  | آكل النمل الحرشفي (البنغولينات)                |
|  |                                                |
|  | لواحم (القطط والضباع والكلاب والدببة والفقمات) |
|  |                                                |

|  | مفردات الأصابع (الخيول والتابير ووحيد القرن)                      |
|  |                                                                   |
|  | مزدوجات الأصابع (الجمال والخنازير والمشيميات وفرس النهر والحيتان) |
|  |                                                                   |

|  | آكل النمل الحرشفي (البنغولينات)                |
|  |                                                |
|  | لواحم (القطط والضباع والكلاب والدببة والفقمات) |
|  |                                                |

|  | مفردات الأصابع (الخيول والتابير ووحيد القرن)                      |
|  |                                                                   |
|  | مزدوجات الأصابع (الجمال والخنازير والمشيميات وفرس النهر والحيتان) |
|  |                                                                   |

|  | آكل النمل الحرشفي (البنغولينات)                |
|  |                                                |
|  | لواحم (القطط والضباع والكلاب والدببة والفقمات) |
|  |                                                |

|  | مفردات الأصابع (الخيول والتابير ووحيد القرن)                      |
|  |                                                                   |
|  | مزدوجات الأصابع (الجمال والخنازير والمشيميات وفرس النهر والحيتان) |
|  |                                                                   |

|  | آكل النمل الحرشفي (البنغولينات)                |
|  |                                                |
|  | لواحم (القطط والضباع والكلاب والدببة والفقمات) |
|  |                                                |

|  | مفردات الأصابع (الخيول والتابير ووحيد القرن)                      |
|  |                                                                   |
|  | مزدوجات الأصابع (الجمال والخنازير والمشيميات وفرس النهر والحيتان) |
|  |                                                                   |

|  | آكل النمل الحرشفي (البنغولينات)                |
|  |                                                |
|  | لواحم (القطط والضباع والكلاب والدببة والفقمات) |
|  |                                                |

|  | مفردات الأصابع (الخيول والتابير ووحيد القرن)                      |
|  |                                                                   |
|  | مزدوجات الأصابع (الجمال والخنازير والمشيميات وفرس النهر والحيتان) |
|  |                                                                   |

|  | آكل النمل الحرشفي (البنغولينات)                |
|  |                                                |
|  | لواحم (القطط والضباع والكلاب والدببة والفقمات) |
|  |                                                |

|  | مفردات الأصابع (الخيول والتابير ووحيد القرن)                      |
|  |                                                                   |
|  | مزدوجات الأصابع (الجمال والخنازير والمشيميات وفرس النهر والحيتان) |
|  |                                                                   |

|  | آكل النمل الحرشفي (البنغولينات)                |
|  |                                                |
|  | لواحم (القطط والضباع والكلاب والدببة والفقمات) |
|  |                                                |

|  | مفردات الأصابع (الخيول والتابير ووحيد القرن)                      |
|  |                                                                   |
|  | مزدوجات الأصابع (الجمال والخنازير والمشيميات وفرس النهر والحيتان) |
|  |                                                                   |

|  | آكل النمل الحرشفي (البنغولينات)                |
|  |                                                |
|  | لواحم (القطط والضباع والكلاب والدببة والفقمات) |
|  |                                                |

|  | مفردات الأصابع (الخيول والتابير ووحيد القرن)                      |
|  |                                                                   |
|  | مزدوجات الأصابع (الجمال والخنازير والمشيميات وفرس النهر والحيتان) |
|  |                                                                   |

|  | آكل النمل الحرشفي (البنغولينات)                |
|  |                                                |
|  | لواحم (القطط والضباع والكلاب والدببة والفقمات) |
|  |                                                |

|  | مفردات الأصابع (الخيول والتابير ووحيد القرن)                      |
|  |                                                                   |
|  | مزدوجات الأصابع (الجمال والخنازير والمشيميات وفرس النهر والحيتان) |
|  |                                                                   |

|  | آكل النمل الحرشفي (البنغولينات)                |
|  |                                                |
|  | لواحم (القطط والضباع والكلاب والدببة والفقمات) |
|  |                                                |

|  | مفردات الأصابع (الخيول والتابير ووحيد القرن)                      |
|  |                                                                   |
|  | مزدوجات الأصابع (الجمال والخنازير والمشيميات وفرس النهر والحيتان) |
|  |                                                                   |

|  | آكل النمل الحرشفي (البنغولينات)                |
|  |                                                |
|  | لواحم (القطط والضباع والكلاب والدببة والفقمات) |
|  |                                                |

|  | مفردات الأصابع (الخيول والتابير ووحيد القرن)                      |
|  |                                                                   |
|  | مزدوجات الأصابع (الجمال والخنازير والمشيميات وفرس النهر والحيتان) |
|  |                                                                   |

## أشكال وأنواع الخفاش
أطوال الخفافيش تندرج من 3 سنتيمتر كخفاش أنف الخنزير الذي يعتبر أقل الثدييات حجما وخفاش الثعلب الطائر الذي يبلغ طوله 41 سنتيمتر وجناحه عرضه 1,7 مترا، ويبلغ وزنه من 2 جرام إلى 1,3 كيلوجرام، ويمكن بسهولة تمييز الذكور البالغة، لأن الذكر البالغ له قضيب بارز وواضح والأنثى البالغة تتميز بأن حول حلمة الثدي شعر منحول بواسطة الرضيع، كما يمكن تفرقة كثير من الأنواع من صوتها وحجمها وسلوكها وتتميز الذكور من الإناث.

### أجنحة الخفاش
أجنحة الخفافيش مدعمة من الداخل بعظام اليد، وكل جناح يتكون من طبقتين من الجلد يسمي غشاء الجناح الذي يفرده بين عظام الأصابع ومتصل بجانب الجسم والساق الخلفية، ومخلب الإبهام حر ويستعمله في التعلق بالحيطان ولحاء الأشجار والأسقف أثناء السبات، وتوجد ثلاثة أزواج من عضلات الطيران مثبتة في الساعدين العلويين والصدر لتعطي قوة لأعلى لتساعده علي الطيران، والخفاش يطير بسرعة 100كم/ساعة ويرتفع بارتفاع 3كم في السماء، وله قدرة على المناورة في طيرانه، والإبطاء بواسطة ذيلهِ في سرعته، وبعض الخفافيش لها ذيل قصير، والبعض بلا ذيل أو لها ذيل طويل طولهُ بطول الخفاش كخفافيش ذيل الفأر، وفي بعض الخفافيش يستعمل كشبكة صيد للحشرات أو يكون كالكيس تخزن به الحشرات لتأكلها.

### الفراء
فراء الخفاش طويل وناعم كالحرير ولونه رمادي، لكن منها استثناءات كالخفاش الشبح ذو الفراء الأبيض الباهت الذي يعيش في المناطق الاستوائية الأمريكية، أو الخفاش الأصفر الفاتح الذي يعيش في أفريقيا، أو أسود اللون كالخفاش ذو الأنف الرمح (المسحوب) الذي يعيش في أمريكا الوسطى، والخفاش الملون لهُ فراء قرمزي اللون وأجنحة سوداء وبرتقالية ليساعدهُ في التخفي بين الزهور، وثمّة نوع واحد لا شعر له وعاري الجلد وكل شيء مكشوف فيه، ويستعمل الخفاش فراؤه للتدفئة رغم أن الشعر بالوجه والأماكن المكشوفة يستقبل وينقل التأثيرات الحسية كشوارب القطط أو الفئران.

### رأس الخفاش
وجوه الخفافيش متباينة بشكل ملحوظ. فخفاش الفاكهة fruit bat الذي يعيش في العالم القديم له فم طويل ومسحوب يشبه فم الكلب أو الثعلب. بينما الخفاش مصاص الدماء vampire bat وأقرباؤه له أنف قصير وبه نتوء كالخنزير.
آذان الخفاش بما فيها خفافيش الآذان الطويلة نجد أن الأذن طويلة بطول الخفاش نفسه. وعلى جانب آخر نجد خفاش المقابر ذات اللحية السوداء أذنه قصيرة. وتختلف أشكال الأذن. فنجد أذن الخفاش مصاص الدماء الأسترالي واسعة تلتحم وتلتقي فوق الرأس. وكثير من الخفافيش يمكنها استدارة الأذن في اتجاه الأصوات الخافتة. ونجد أن حاسة السمع لدي الخفافيش متطورة للغاية لأنها تسمع بها صوت ارتداد وصدي الصوت.
عيون الخفاش بعض الخفافيش لها عيون كبيرة وواضحة بينما الباقي لها عيون صغيرة كالخرزة، ولكنها لا تستعملها للرؤية ولا تبصر بهما حيث تحدد اتجاهها من خلال إطلاق الأصوات وارتداد الصوت يسهل لها عملية تحديد الهدف والسرعة المطلوبة والمراوغة مع فريستها، وصغار الخفافيش التي يقل عمرها عن 9 أيام تكون عمياء لكن بعد ذلك تصبح قادرة على الرؤية، ويقال إن مما ساهم بالاعتقاد الخاطئ بأن الخفافيش عمياء هو طريقتها بالتحرك التي تشبه الحركة العشوائية المتخبطة بين اليمين واليسار لكن الأبحاث الحديثة أثبتت أنه كائن يستطيع النظر.
أسنان الخفاش الخفافيش لها أسنان، فالخفافيش المولودة حديثا لها 22 من الأسنان اللبنية، وهذه الأسنان سرعان ما تستيدل بأخرى دائمية 20 – 28 أسنان. وشكل الأسنان تختلف من نوع لآخر حسب نوعية الأكل، ومن الأسنان يمكن التفرقة بين أنواعها، فالخفافيش آكلة اللحوم كالخفافيش مصاصة الدماء لها أنياب حادة وقوية لتمزيق اللحم. ولها أضراس قوية لسحق العظم، والخفافيش آكلة الحشرات لها أضراس حادة حوافها كالمقص لتقطيع الحشرات ولطحنها، والخفافيش آكلة الفواكة لها اضراس سطحها مفلطح كبير لتعجنها.

## نطاق الانتشار
تنتشر الخفاشيات في معظم بقاع العالم وخصوصا في المنطقة الاستوائية
و المنطقة شبه الاستوائية ويمكنها العيش في الصحاري وو المزارع والغابات وحتى المناطق الصناعية
ما عدا القطب الشمالي والقطب الجنوبي وهي الثدييات الوحيدة التي تستطيع الطيران وترجع إلى العصر الآيوسيني

## الوصف والدراسات المتعلقة
كما أنها أعسر رتب الثدييات بحثا ودراسة وأفقرها في المعلومات ولكن الأبحاث الحيوية استطاعت من كشف ما يلي:
- تعيش في بيئة اجتماعية معقدة جدا
- يقوم الذكر برعاية الأنثى
- تمتلك أسلوب نطق فريد ومعقد
- يمكنها تتبع الفريسة واستكشاف بيئتها باستعمال نظامها الصوتي مما يساعدها على التكيف
- قدرة فائقة على حفظ الطاقة عن طريق تخفيض معدلات الأيض الأمر الذي يساعدها على النجاة والهرب
- عظام الذراع واليد رشيقة وطويلة الأمر الذي يساعدها على الطيران
- تمتلك مخالب في إصبعيها الأولين
- أجنحة قصيرة لكنها عريضة.

## ملاحة الطيران
عندما تطير الخفافيش ليلا للبحث عن الطعام وتشم وتسمع وتصدر أصواتا ترددية مرتدة لتهتدي بها وتتعرف على طريقها ولتتجنب الارتطام بعائق يعترض طريقها. فالخفافيش الصغيرة الرمامة نجدها تعتمد في طيرانها على نوع من السونار الذي يعتمد على التنصت لصدى الصوت ليهتدي به في طريقه. فيصدر الخفاش نبضات صوتية قصيرة لها تردد عال فوق قدرة الإنسان أن يسمعها بأذنيه. فتنتشر موجاتها أمام الخفاش الطائر. فترتطم بأي عائق في طريقه فترتد الأصوات كصدى ليترجمها بسرعة ويقدر المسافة بينه وبين هذا العائق وسرعته بالنسبة للبعد منه وحجم الأشياء من حوله ولاسيما أثناء الظلام. فيدير اتجاهه متجنبا الاصطدام به. وعلى جانب آخر معظم الخفافيش الكبيرة آكلة الفواكة نجدها لا تستعمل وسيلة صدى الصوت باستثناء الخفافيش التي تسكن الكهوف والمغارات فتستخدم جهاز تحديد الصدى داخل الكهوف وعندما تخرج للخارج تعتمد على الرؤية والشم.

## الطعام

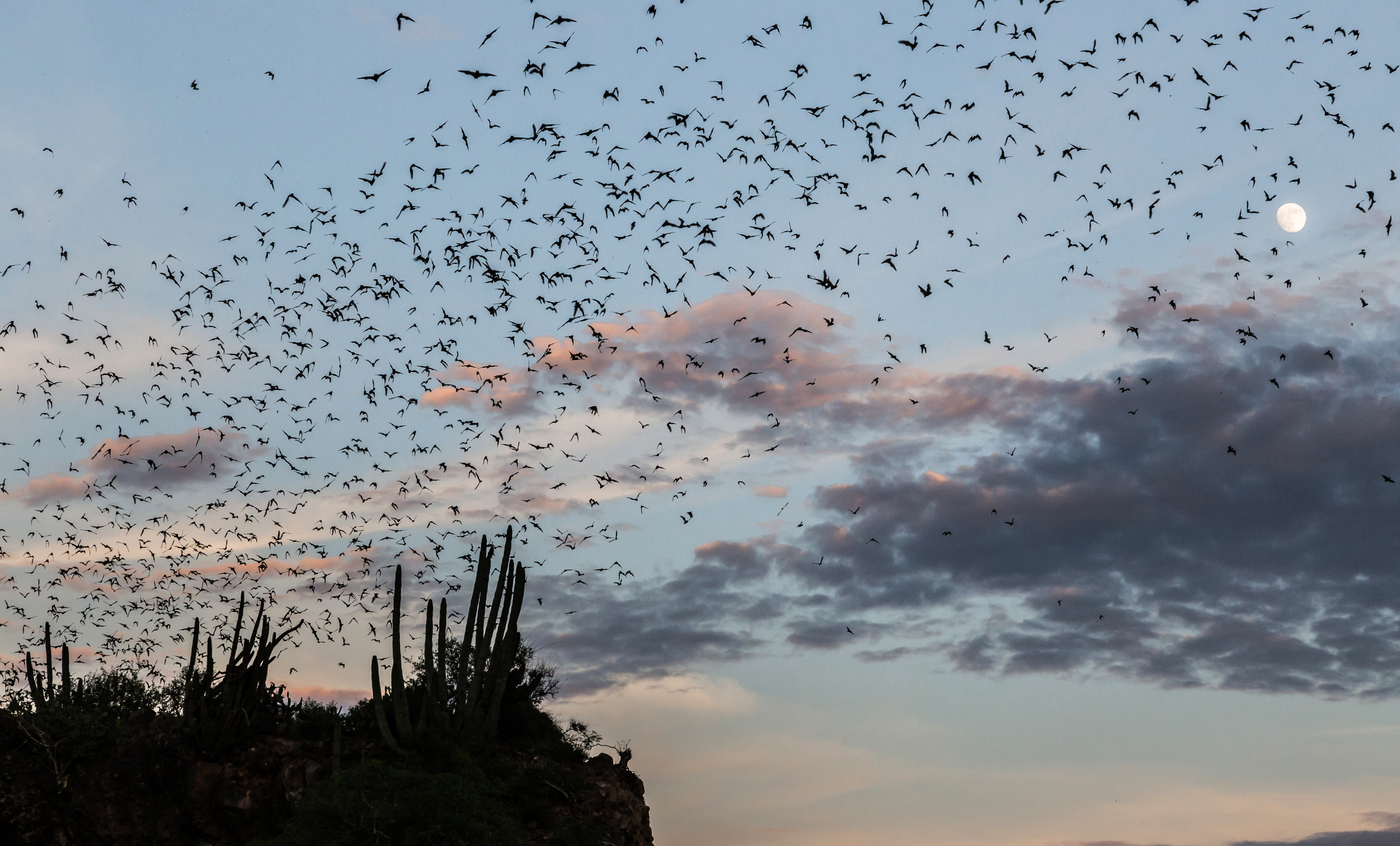
سرب من الخفافيش يطير لتناول العشاء في المكسيك

أكثر من 65% من الخفافيش تعيش على الحشرات. ففي أمريكا الشمالية وجد أن الخفافيش العادية والبنية يمكنها أن تستهلك 600 ناموسة في الساعة. والخنافس تعتبر ثلث طعام الخفافيش البنية الكبيرة علاوة على كافة أنواع الذباب والنمل الطائر. بينما نجد بعض الأنواع كمصاص الدماء الكبير يأكل الأسماك الصغيرة والزواحف والبرمائيات كالضفادع والطيور والثدييات بما فيهم الخفافيش الأخرى. وهذه الخفافيش القناصة نجد أن أقدامها الخلفية طويلة وبها مخالب مدببة وحادة لتستطيع قنص الفريسة أثناء الطيران. وغير هذه الأنواع المفترسة تعيش على الفاكهة والرحيق. فهي بدون قصد تنشر بذور النباتات وتلقحها.
وقد لاقت الخفافيش مصاصة الدماء عناية من العلماء للتعرف على سلوكها في الأكل لأنها تتغذى على الدم فقط. وتعيش في جنوب ووسط أمريكا. فوجد أن أسنانها كالأمواس الحادة حيث تقوم بعمل فتحة صغيرة في لحم الحيوان الثديي لتلعق الدم المنساب من الجرح، وليعيش الخفاش يلزمه حوالي ملعقتين كبيرتين من الدم يوميا. وريق الخفاش به مادة تمنع تجلط الدم وهي أقوى 20 مرة من أي مادة أخرى معروفة مانعة لتجلط الدم ويحضر منها دواء دراكيولين الذي يستعمل مع مرضى الجلطات الدماغية والنوبات القلبية.

## الحمل والولادة
قليلا ما يعرف عن دورات تكاثر الخفافيش لتنوع أنواعها وانتشارها بالعالم مما لا يمكن حصر أو دراسة الخفافيش ولاسيما في البراري. لهذا يصعب تعميم القول عن حياتها. ومن بين الأنواع التي درست تماما وجد أن كقيرين لها نشاط جنسي سنوي. ومعظم الأنواع مزواجة فيمكن للفرد أن ينكح العديد. وأنواع كثيرة من الإناث الحوامل تهاجر إلى مستوطنات تضم مئات الإناث الحوامل. وهذه المستوطنات أكثر دفئا من المستوطنات العادية
ودورات الإخصاب للخفافيش التي تبيت بياتا شتويا أحيانا تنقطع. وبعض الخفافيش منها ما يتزاوج في الخريف كالخفافيش البنية الصغيرة وبعدها يبيت بياتا شتويا في شهور الشتاء. وتبقي الحيوانات المنوية كامنة في الإناث حين تنهض في الربيع فتقوم هذه الحيوانات بتخصيب البويضة. وفي خفافيش أخرى كخفاش الفاكهة الأصفر الباهت وخفاش الفاكهة المكسيكي يحدث الإخصاب في الحال بعد النكاح لكن تتوقف البويضة المخصبة عن النمو لعدة شهور.
وتلد الخفافيش حيث ينزل الوليد من ناحية المقعد للإقلال من فرصة تعلق الأجنحة بقناة الولادة. والوليد يكون كبيرا نسبيا ويزن من 25 إلي 30% من وزن الأم. ويظل الوليد رأسه من فوق لتحت (بالمقلوب) في الأيام الأولى القليلة ليرضع من ثدي أمه. وحيث معظم الخفافيش تلد واحدا. وهذا سوف يقلق توازنها لو أن وليدها الجديد تعلق من جانب واحد. ولعلاج هذا الخلل يتعلق الوليد بزاوية عبر صدرها. وفمه يمسك ثديا واحدا ورجلاه الخلفيتان تمسك جسم الأم من تحت الإبط. وكل أنواع الخفافيش نجد الأمهات تعتني بوليدها. والأمهات تغذي الوليد فترة رعايته. ولكنها لا يمكنها أن تصطاد وهي حاملة له. لهذا تترك الصغار في الحضانة بالمستوطنة لعدة ساعات كل يوم. وعندما تعود للحضانة فعليها التعرف على طفلها من بين الزحام الذي يضم أطفالا غرباء وكلهم متشابهون. وتتعرف عليه من تذكرها للمكان الذي تركته به ورائحته المميزة وصوت صياحه. فالخفاشة الأم المكسيكية ذات الذيل الحر يمكنها التقاط طفلها من بين 3000 طفل في المتر المربع بالكهف وكلهم متشابهون. وفي عام 1994 اكتشف العلماء عشر ذكور من خفاش الفاكهة من نوع دياك Dayak بماليزيا. واكتشفوا أن أثداءها مملوءة باللبن. ولا يعرف هل ترضع الصغار ولو كان، فيعتبر هذا شذوذا لأنه من المعروف أن الذكور من الخفافيش لا تعتني بصغارها. وستكون الحيوان الثديي الذكر الوحيد الذي يرضع مواليده. والخفافيش الصغيرة تنمو بسرعة، فبعض الأنواع تتعلم الطيران والسعي بعد 18 يوم. عكس صغار خفاش مصاص الدماء تحتاج لعناية والرضاعة لمدة 6 – 9 شهور من الولادة. وتتجنب الخفافيش المفترسين كالحداة والصقور والبوم والسناجب والكلاب البرية والقطط والأفاعي. ويمكن الخفافيش التعرض للأمراض وحوادث الطيران. وقد تعيش من 10 – 20 سنة حسب نوعها. والخفاش البني قد تطول حياته إلى 32 سنة، ولاشك أن الخفافيش في العالم تواجه محنة الانقراض الجماعي لتدمير المراعي ومواطنها وسوء استخدام المبيدات الحشرية السامة. والإنسان يتضايق منها لأنها تسبب له الخوف والإزعاج فيقتلها وكان يعرف في قديم الزمن أن الخفاش يتغذى على الإنسان وهذا غير صحيح. وكان يوجد 30 مليون خفاش بكهف بالغابة القومية بجنوب شرق أريزونا. لكن ما بين عامي 1963 و1970 انخفض العدد ليصبح 30 ألف. وقد سجل في كل القارات والجزر أن 99,9% من الخفافيش قد انقرضت.

## أوبئة
بعض الدول بدأت بشن حرب على الخفافيش على خلفية انتشار فيروس كورونا باعتقادهم أنها المسبب للمرض، لكن لا دليل على ذلك.

## اقرأ كذلك
- خفاشيات
- خفاش الفاكهة الجامايكي
- خفاش أصفر شمالي
- خفاش الفاكهة المصري
- خفاش الفاكهة
- خفاش أبيض